# Crown Coach Corporation
Crown Coach Corporation (заснована як Crown Carriage Company) — колишній американський виробник автобусів, заснований в 1904 році зі штаб-квартирою в Лос-Анджелесі, штат Каліфорнія. В середині 1980-х компанія переїхала у Чино, Каліфорнія, де і перебувала до закриття. Найвідоміша своїми шкільними автобусами, компанія також випускала автобуси і різну пожежну техніку.
Crown Coach Corporation було закрито у березні 1991 року через зниження попиту на шкільні автобуси в той час.

## Продукція

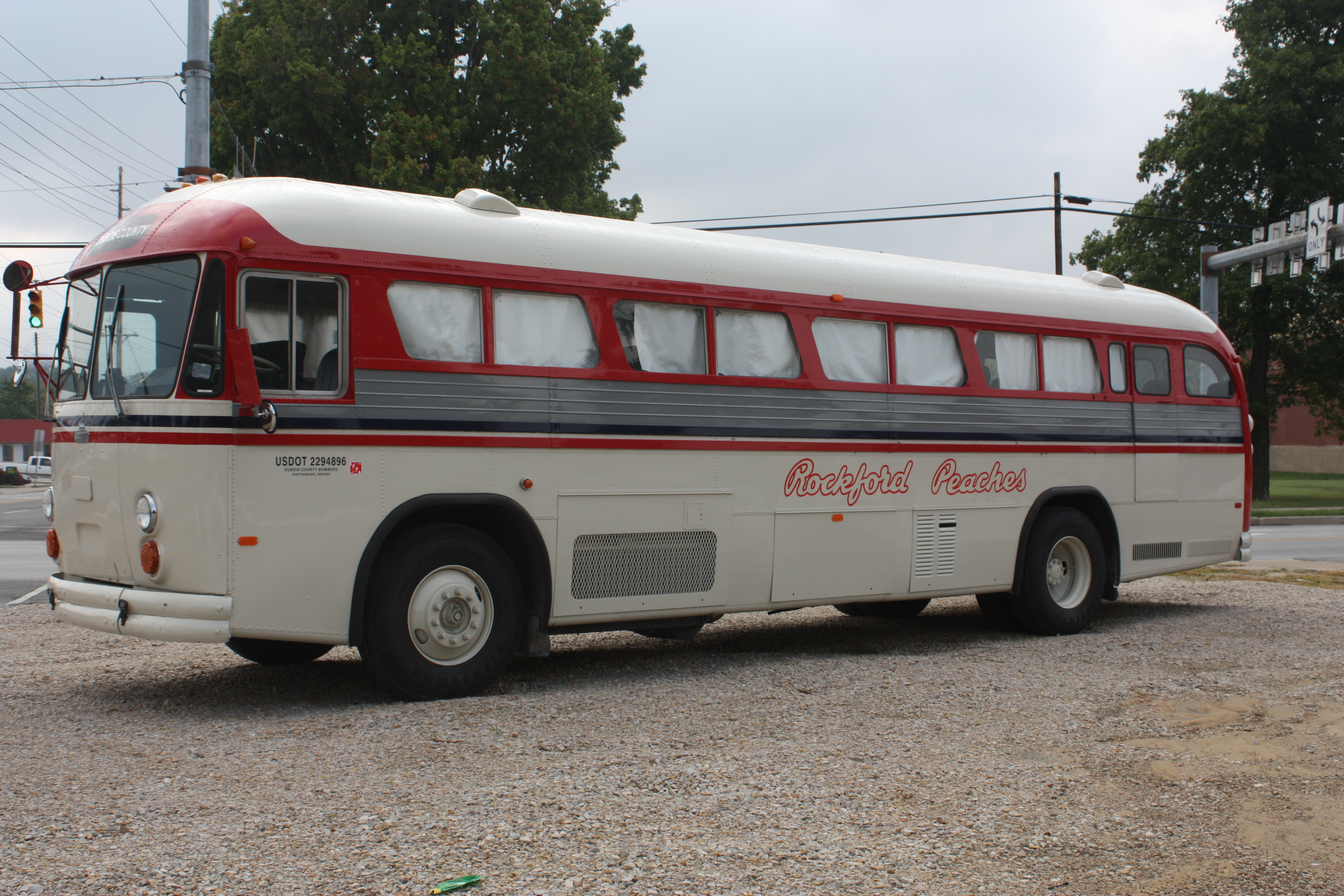
Crown Supercoach 1980-х років
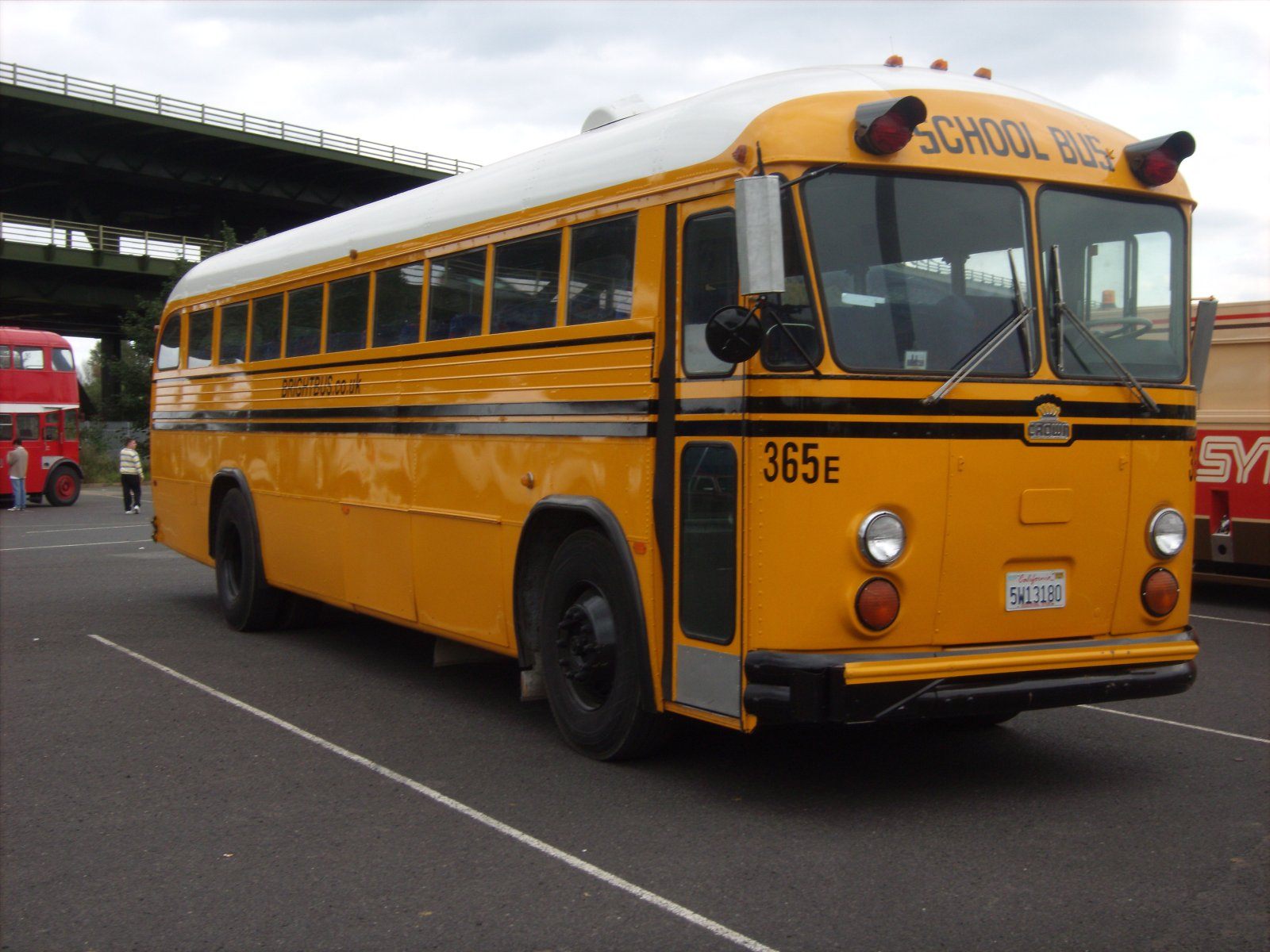
Crown Supercoach 36' 1977-1991
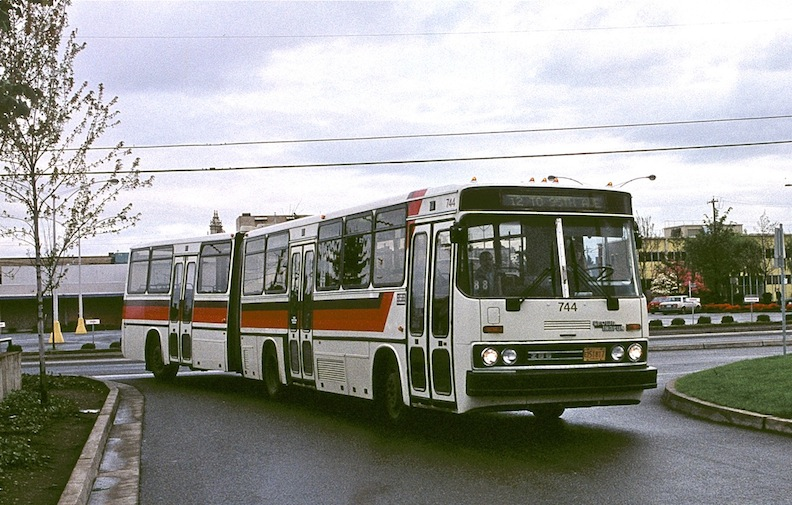
Crown-Ikarus 286 (1982)
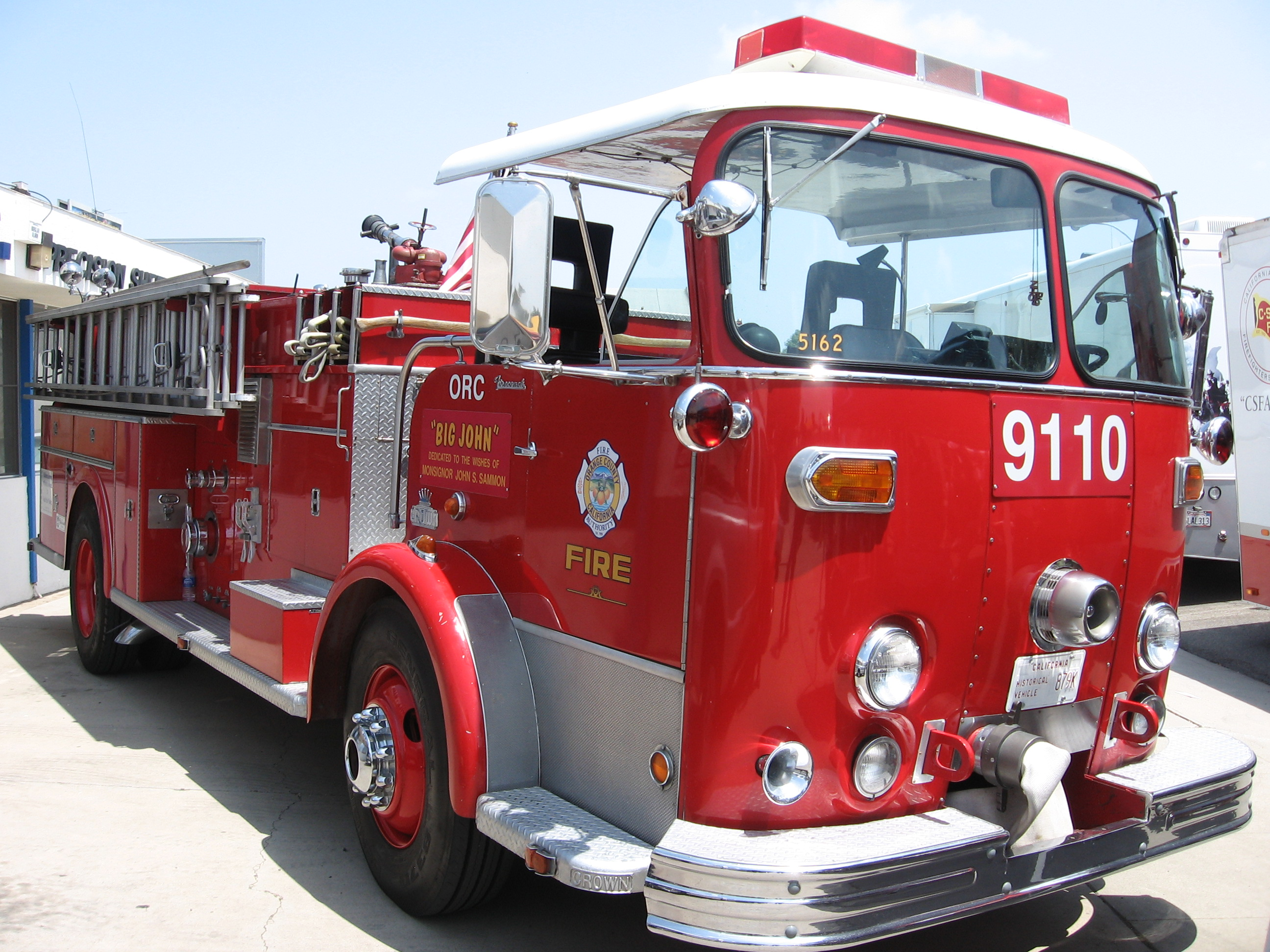
Пожежна машина Crown